# Le montagne del dolore
Le montagne del dolore (The Mountains of Mourning, 1989) è un romanzo breve di fantascienza della scrittrice statunitense Lois McMaster Bujold facente parte del Ciclo dei Vor, che per la categoria romanzo breve ha vinto il premio Hugo nel 1990 e il premio Nebula nel 1989.

## Trama
Il ventenne Miles Vorkosigan ha concluso l'accademia militare ed è in licenza presso la residenza dei genitori a Vorkosigan Surleau.
Una giovane montanara si appella al conte Aral Vorkosigan per avere giustizia nel caso di infanticidio di suo figlio, nato con un labbro leporino e probabilmente ucciso a causa della barbara avversione della popolazione rurale per i "mutanti"; il conte incarica il figlio delle indagini e lo autorizza ad agire in sua vece. 
Miles si trova quindi ad affrontare i pregiudizi nei suoi confronti, dato che per le sue menomazioni fisiche dovute all'assunzione da parte di sua madre di un farmaco teratogeno durante la gravidanza, può essere facilmente preso egli stesso per un mutante. Nonostante le difficoltà Miles riuscirà a scoprire il colpevole e nel contempo troverà uno scopo alla sua vita: riscattare la sua gente dall'arretratezza in cui è caduta in seguito all'era dell'isolamento e alla successiva invasione cetagandana.

## Temi
Per quanto il racconto si ponga come una storia gialla e la trama sia sufficientemente complessa, il suo pregio non sta nel mistero (che può essere facilmente intuito prima della sua rivelazione) ma nel valore morale dietro gli eventi puri e semplici. La storia è anche importante perché mostra almeno in parte le motivazioni dietro il personaggio di Miles.

## Edizioni
Il romanzo è stato pubblicato in Italia per la prima volta nel volume I premi Hugo 1984-1990 della Editrice Nord nel 1991 (ISBN 88-429-0603-4) per la traduzione di Rita Botter Pierangeli, ed è stato in seguito inserito nella raccolta/romanzo L'eroe dei Vor del 1992, riedito col titolo Miles Vorkosigan - Alle frontiere dell'ignoto del 2000 (collana Cosmo Oro 188) (ISBN 88-429-1159-3).